# Crespina Lorenzana
Crespina Lorenzana ist eine italienische Gemeinde mit 5431 Einwohnern (Stand 31. Dezember 2023) in der Provinz Pisa, Region Toskana.

## Geografie

Lage von Crespina Lorenzana in der Provinz Pisa

Der Ort liegt ca. 21 km südöstlich der Provinzhauptstadt Pisa und ca. 60 km südwestlich der Regionalhauptstadt Florenz.
Zu seinen Ortsteilen zählen Cenaia (21 m, ca. 2000 Einwohner), Crespina (86 m, ca. 600 Einwohner), Laura (ca. 300 Einwohner), Lorenzana (127 m, ca. 330 Einwohner), Tremoleto (116 m, ca. 100 Einwohner) und Tripalle (86 m, ca. 140 Einwohner).
Die Nachbargemeinden sind Casciana Terme Lari, Cascina, Collesalvetti (LI), Fauglia, Orciano Pisano und Santa Luce.

## Geschichte
Die Gemeinde entstand am 1. Januar 2014 durch Zusammenlegung der vorher selbständigen Gemeinden Crespina und Lorenzana. In dem Referendum vom 6. und 7. Oktober 2013 stimmten in Crespina 92,47 % (34,55 % Wahlbeteiligung) für den Zusammenschluss, in Lorenzana 74,54 % (54,45 % Wahlbeteiligung). Das Gesetz zur Fusion der beiden Gemeinden ist das Legge Regionale n.69 vom 22. November 2013. Das Rathaus befindet sich in Crespina.

## Sehenswürdigkeiten

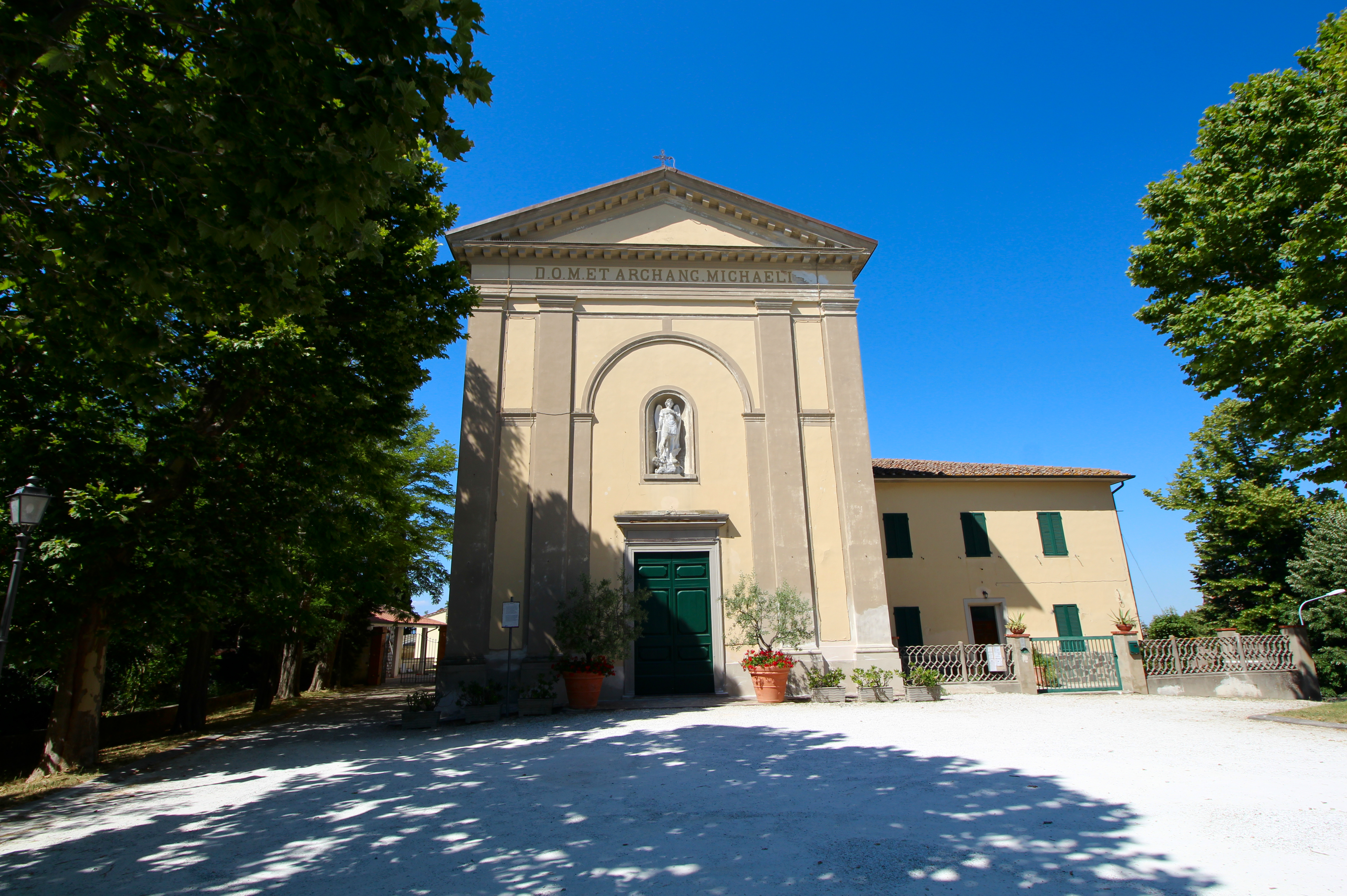
Die Kirche San Michele in Crespina

- Santi Bartolomeo e Cristoforo, Kirche im Ortskern von Lorenzana, gehört zum Erzbistum Pisa
- San Michele, Kirche in Crespina (Bistum San Miniato)
- San Francesco, Kapelle in Crespina (Bistum San Miniato)
- San Rocco, Kapelle in Crespina (Bistum San Miniato)
- Sant’Andrea Apostolo, Kirche im Ortsteil Cenaia (Bistum San Miniato)
- Santi Fabiano e Sebastiano, Kirche im Ortsteil Tremoleto (Bistum San Miniato)
- Santi Jacopo e Cristoforo, Kirche im Ortsteil Tripalle (Bistum San Miniato)
- Madonna del Conforto, Kirche der Località Ceppaiano (Bistum San Miniato)
- Santa Maria e San Ranieri, Kapelle der Villa del Carretta, (Bistum San Miniato)
- Villa del Carretta (auch Villa Belvedere), Ortsteil Belvedere, Crespina
- Villa Corsini Valdisonzi, Crespina